# 195
195 (сто деветдесет и пета) година по юлианския календар е невисокосна година, започваща в сряда. Това е 195-а година от новата ера, 195-а година от първото хилядолетие, 95-а година от 2 век, 5-а година от 10-о десетилетие на 2 век, 6-а година от 190-те години.

## Събития
- Консули в Рим са Публий Юлий Скапула Тертул Приск и Квинт Тиней Клемент.
- Превземането на Византион от Септимий Север след тригодишна обсада. Ликвидирани са привилегиите на града и стените му са унищожени.
- Завладяване на Антиохия. Много от войниците на Песцений Нигер, независимо от амнистията на Септимий Север, бягат в Партия.
- В началото на годината – успешна кампания на Север срещу царя на Осроене Абгар, съюзник на Нигер. Абгар признава властта на римския император, залез на Осроене.

## Родени
- Уанг Су, военачалник от царство Уей (195 – 256)